# Televisão analógica

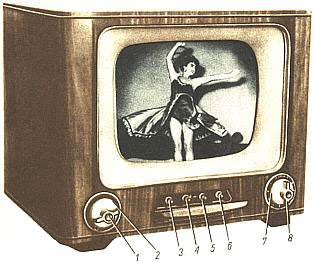
Receptor analógico monocromático antigo com mostradores grandes para controle de volume e seleção de canal, e outros menores para ajuste fino, brilho, contraste e ajustes de retenção horizontal e vertical.

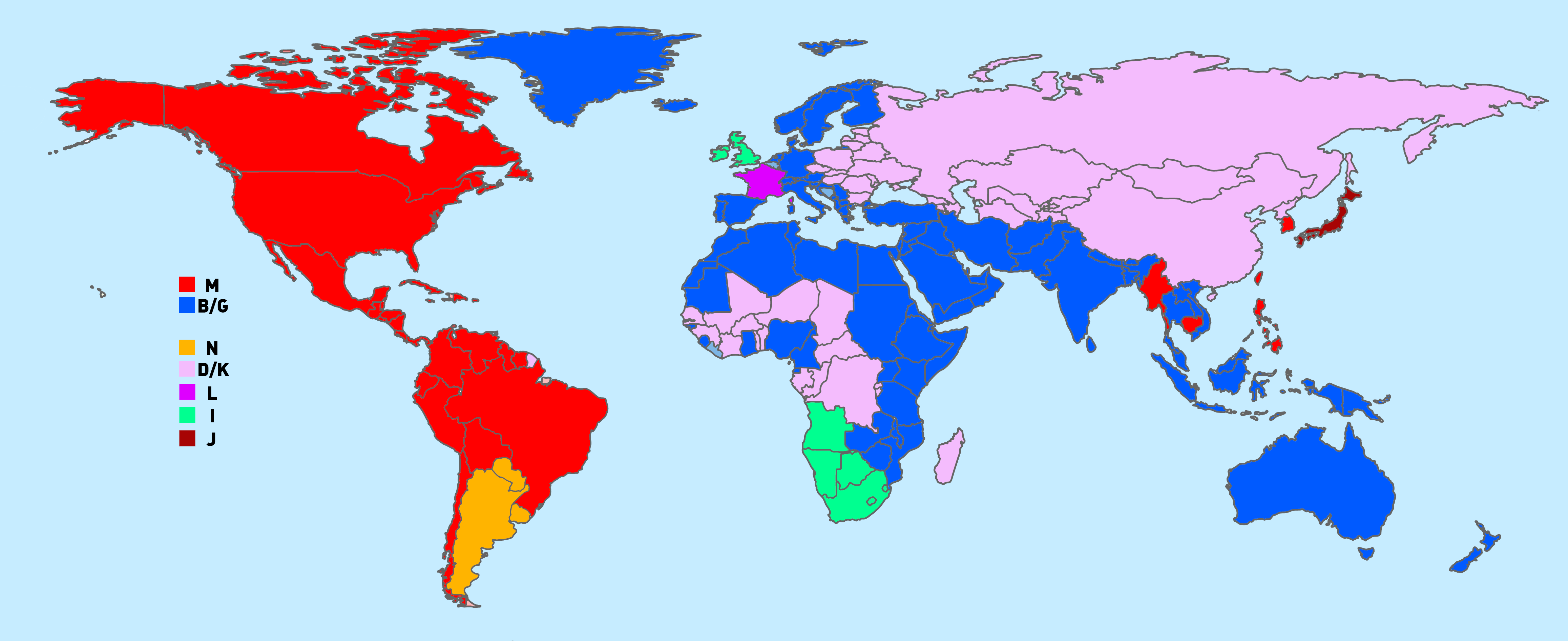
Sistemas de televisão analógica por país

Televisão analógica é a tecnologia de televisão original que utiliza sinais analógicos para transmitir vídeo e áudio. Numa transmissão de televisão analógica, o brilho, as cores e o som são representados pela amplitude, fase e frequência de um sinal analógico, que variam em uma faixa contínua de valores possíveis, o que significa que ruído eletrônico e interferência podem ser introduzidos. Assim, com o analógico, um sinal moderadamente fraco fica com ruído e sujeito a interferências. Em contraste, a qualidade da imagem de um sinal de televisão digital (DTV) permanece boa até que o nível do sinal caia abaixo de um limite onde a recepção não é mais possível ou se torna intermitente.
A televisão analógica pode ser sem fio (televisão terrestre e televisão por satélite) ou pode ser distribuída através de uma rede a cabo como televisão a cabo. Todos os sistemas de transmissão de televisão usavam sinais analógicos antes da chegada da TV digital. Motivada pelos menores requisitos de largura de banda dos sinais digitais comprimidos, iniciada logo após o ano 2000, está em curso uma transição para a televisão digital na maioria dos países do mundo, com diferentes prazos para a cessação das transmissões analógicas. Vários países já fizeram a mudança, estando os restantes países ainda em curso, principalmente em África, Ásia e América do Sul.
As emissoras de televisão analógica codificam seu sinal usando diferentes sistemas. Os sistemas oficiais de transmissão foram definidos pela União Internacional de Telecomunicações em 1961 como: A, B, C, D, E, F, G, H, I, K, K1, L, M e N. Esses sistemas determinam o número de linhas de varredura, taxa de quadros, largura do canal, largura de banda de vídeo, separação vídeo-áudio e assim por diante. Um esquema de codificação de cores (NTSC, PAL ou SECAM) pode ser adicionado ao sinal monocromático base. Usando a modulação de RF, o sinal é então modulado em uma onda portadora de frequência muito alta (VHF) ou frequência ultra alta (UHF). Os primeiros sistemas comerciais de televisão eram em preto e branco; o início da televisão em cores foi na década de 1950. Embora vários sistemas de transmissão de televisão diferentes estejam em uso em todo o mundo, aplicam-se os mesmos princípios de operação.